# Parque estatal del Cráter de Diamantes
El Parque estatal del Cráter de Diamantes (nombre original en inglés: Crater of Diamonds State Park) es una zona natural protegida, localizada en el condado de Pike, en el el estado de Arkansas (Estados Unidos). El parque, con una superficie total de 911 acres (368,7 ha), cuenta con una zona de 37,5 acres (15,2 ha) en la que se permite excavar a los visitantes, lo que lo convierte en uno de los pocos yacimientos de diamantes accesibles al público. Se han descubierto diamantes en el yacimiento continuamente desde 1906, incluyendo piezas de gran pureza como el diamante Strawn-Wagner, hallado en 1990, y el diamante Uncle Sam, hallado en 1924, que con más de 40 quilates es el diamante más grande jamás encontrado en los Estados Unidos.
El sitio se convirtió en parque estatal en 1972, después de que el Departamento de Parques y Turismo de Arkansas lo adquiriera a un grupo de propietarios privados de Dallas (Texas), que anteriormente habían explotado la finca como atracción turística.

## Historia

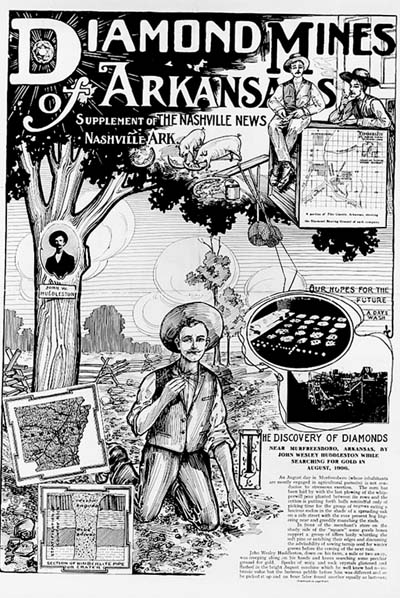
Un suplemento del Nashville News de la cercana Nashville (Arkansas), que anuncia la minería de diamantes a principios del siglo XX

En agosto de 1906, John Huddleston encontró dos extraños cristales en la superficie de su granja de 243 acres (98,3 ha) cerca de Murfreesboro (Arkansas). Al mes siguiente, Huddleston y su esposa, Sarah, vendieron una opción sobre la propiedad a un grupo de inversores de Little Rock, encabezados por el banquero y abogado Samuel F. (Sam) Reyburn, quien realizó un minucioso análisis de la propiedad. De la matriz diamantina del subsuelo, el equipo de Reyburn extrajo aproximadamente dos quilates por cada cien toneladas cortas de material (la carga estándar de un carro de tranvía, cada una con aproximadamente 1600 libras de material). Las pruebas federales realizadas entre 1943 y 1944 y las patrocinadas por el estado en la década de 1990 arrojaron prácticamente el mismo resultado.
Después de 1906, varios intentos de extracción comercial de diamantes fracasaron. La única producción significativa provino de la capa superficial original en la mitad este del cráter: una arcilla negra y pegajosa de entre 30 y 120 cm de espesor. La erosión natural, las rocas y la vegetación habían concentrado diamantes allí durante un largo período.
En los primeros tiempos, entre 1907 y 1932, las empresas finalmente abandonaron el procesamiento convencional y adoptaron la minería hidráulica para descomponer el barro negro. Este método se empleó a gran escala en California para extraer oro, y ya lo utilizaba un competidor de Reyburn en seis acres en el extremo norte del yacimiento de diamantes de Arkansas. Las fotos disponibles de la propiedad de Reyburn muestran grandes mangueras que bombeaban agua a presión, transportando el material a través de compuertas donde se concentraban los diamantes y otros minerales pesados para su cribado. Los equipos de campo también cribaban los charcos de limo al final de las compuertas.
En las pruebas hidráulicas de Sam Reyburn, el material superficial del "gumbo negro" solía producir unos treinta quilates por cada cien cargas, una cifra muy alta en comparación con la de los yacimientos de diamantes en general. Sin duda, se perdieron muchos diamantes en ese proceso, incluyendo algunos de gran tamaño. En 1908 y 1943-1944, pruebas minuciosas de la brecha volcánica subyacente revelaron aproximadamente dos quilates por cada 100 toneladas. Las pruebas realizadas cavando pozos patrocinadas por el Estado de Arkansas en la década de 1990 arrojaron prácticamente el mismo rendimiento.
Debido a que los equipos del período inicial solían incluir cribas inferiores con mallas mayores a 1/16 de pulgada, se permitió el paso de miles de diamantes más pequeños durante las pruebas. La mayor parte de ellos debió terminar en cortes de drenaje poco profundos en todo el campo de diamantes y en los grandes drenajes naturales en sus bordes este y oeste. Desde que el Estado de Arkansas adquirió el cráter en 1972, el arado regular del terreno en el lado este ha marcado el campo principal, de 30 a 35 acres de brecha fácilmente erosionable. En las últimas décadas, los antiguos drenajes este y oeste han sido especialmente fructíferos para los buscadores recreativos de diamantes. Los buscadores regulares han trabajado con especial dedicación en las recuperaciones del drenaje este, de unos tres metros de profundidad: la escorrentía del campo enterró gran parte de ese canal durante la primera época de explotación, y las excavadoras finalizaron el trabajo mientras preparaban el acceso para una prueba posterior. Entre los diamantes notables del fondo del drenaje este se encuentra el impecable diamante blanco Strawn-Wagner, con un peso en bruto de 3,03 quilates. Shirley Strawn, de Murfreesboro, Arkansas, descubrió esta célebre gema en 1990.
Los hallazgos de Huddleston en 1906 no trajeron la prosperidad a los alrededores de Murfreesboro. Según se dice, los hoteles de la localidad rechazaron a unas 10.000 personas en un año. Supuestamente, aspirantes a mineros de diamantes formaron una "ciudad de tiendas de campaña" cerca del yacimiento de diamantes y la llamaron "Kimberly", en referencia al famoso distrito de diamantes de Kimberley en Sudáfrica. Por otro lado, toda la evidencia disponible indica que el pueblo de Kimberly surgió como un proyecto de desarrollo inmobiliario en 1909, iniciado por Mallard M. Mauney y su hijo mayor, Walter, en sus terrenos inmediatamente al sur de Murfreesboro. El proyecto fracasó poco después, al desmoronarse la publicidad especulativa generada por el descubrimiento de los diamantes. No hay evidencia de una ciudad de tiendas de campaña. Hoy en día, la zona de Kimberly está ocupada por prados ganaderos, propiedad de los descendientes de Mauney. En cuanto a la fiebre general de los diamantes, nunca se desarrolló: las estafas previas de la minería de diamantes en el oeste estadounidense habían generado un escepticismo generalizado. Antes de las pruebas patrocinadas por el Estado en la década de 1990, muchos observadores aún creían que el Cráter de Diamantes era un fraude.
Durante la Segunda Guerra Mundial, el gobierno estadounidense tomó el control del yacimiento de diamantes y contrató a la corporación Glen Martin para extraer diamantes de uso industrial. Aunque se obtuvieron diamantes, el rendimiento se mantuvo prácticamente igual que en pruebas anteriores, e incluso el gobierno federal consideró que sería demasiado costosa su explotación.
Después de la guerra, la propiedad volvió a manos privadas. De 1951 a 1972, el cráter albergó varias atracciones turísticas privadas. La primera, la Reserva de Diamantes de los Estados Unidos, duró aproximadamente un año. A finales de 1951, Howard A. Millar intervino y rescató la incipiente industria turística. En abril de 1952, Millar y su esposa, Modean, inauguraron su atracción turística en una pequeña sección al norte del yacimiento de diamantes. Howard Millar, un escritor y promotor consumado, generó una publicidad nacional sin precedentes y atrajo suficientes visitantes para mantener la operación. En marzo de 1956, un visitante encontró el "diamante Star of Arkansas" en la superficie despejada. Esa rara belleza, limpia y brillante en bruto, pesaba 15,33 quilates, suficiente para generar una publicidad nacional sin precedentes. Posteriormente, Roscoe Johnston inauguró una atracción turística rival, la "Mina de Diamantes de Arkansas", en la parte principal del yacimiento de diamantes. La rivalidad entre ambas operaciones las dejó en una posición debilitada. En 1970, una sociedad privada consolidó toda la formación volcánica, que posteriormente reasignó la propiedad a General Earth Minerals (GEM) de Dallas, Texas. GEM esperaba ceder la propiedad para obtener ganancias, pero terminó con una deuda considerable con GF Industries (GFI) de Dallas. Tras el impago, GFI se hizo cargo de la propiedad en julio de 1971.
GEM consolidó las operaciones turísticas, así como la propiedad. GFI continuó con la atracción hasta que vendió la formación volcánica de 80 acres (32,4 ha) y los 800 acres (323,7 ha) circundantes al Estado de Arkansas en marzo de 1972. El precio fue de 750.000 dólares. La operación turística continuó siendo el eje central del Parque Estatal del Cráter de Diamantes.
Como es lógico, esta joya especial se asoció estrechamente con el Estado de Arkansas, "El Estado Natural". Un gran símbolo con forma de diamante ha dominado la bandera estatal desde 1912. El gobierno federal emitió una moneda de veinticinco centavos del estado de Arkansas en 2003. Llevaba un símbolo de diamante en su cara, al igual que las nuevas placas de matrícula de Arkansas.

## Geología

Vista panorámica del campo arado donde se pueden buscar diamantes

El Cráter de Diamantes pertenece a una formación volcánica erosionada de 100 millones de años (una chimenea volcánica). El magma de origen profundo kimberlita/lamproíta expulsó los diamantes a la superficie. Los diamantes se habían cristalizado en la relativamente estable raíz cratónica del continente mucho antes, y fueron arrastrados por el magma a medida que ascendía a la superficie.
La geología de la zona y el propio proceso de formación de diamantes fueron los temas de la tesis doctoral de Roland Everett Langford en 1973 en la Universidad de Georgia. En ella, propuso una reacción en fase gaseosa a partir de la reducción del monóxido de carbono y del dióxido de carbono en el manto superior de la Tierra. La tesis se exhibió en el parque estatal durante muchos años.
Una investigación más reciente del geólogo Dennis Dunn (tesis doctoral de 2002) reveló que las rocas epiclásticas diamantíferas abarcan desde la lamproíta olivínica hasta flogopita y tobas ricas en olivino. La composición química del manto xenolítico se utilizó para derivar presiones máximas de alrededor de 5 GPa y temperaturas de 1000 °C para el origen del magma lamproítico en el manto superior.
La fuente de diamante lamproítico es inusual, ya que casi todos los diamantes se extraen de formaciones de kimberlita y de depósitos aluviales de diamantes meteorizados de esa fuente de roca dura. La fuente de diamantes lamproíticos más conocida es la mina de Argyle en Australia. Cabe destacar que las características físicas de la lamproíta australiana y del depósito de Arkansas difieren notablemente. Desde su descubrimiento en 1906 hasta la década de 1960, el registro histórico muestra que los geólogos clasificaron sistemáticamente el depósito de Arkansas como kimberlita.

## Recreación

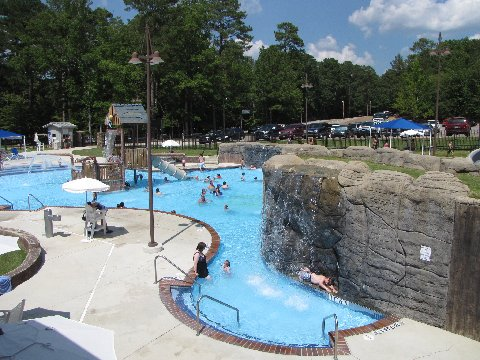
Piscina en el Parque estatal del Cráter de Diamantes

El Parque estatal del Cráter de Diamantes es conocido por el campo arado de 37,5 acres (15,2 ha) donde los visitantes pueden buscar diamantes y otras gemas semipreciosas. En promedio, los visitantes del parque encuentran dos diamantes al día. El centro de visitantes ofrece información sobre la geología del parque, una tienda de regalos y una cafetería. Los visitantes interesados pueden continuar hasta el Centro de Descubrimiento de Diamantes, que ofrece una perspectiva interpretativa sobre la prospección de diamantes. El parque acuático Diamond Springs, el pabellón cerrado, los senderos y las áreas de pícnic rodean el campo de diamantes. El parque ofrece a los campistas 47 instalaciones de clase AAA cerca del río Little Missouri.

### Mina de diamantes
Por una pequeña tarifa, los buscadores de piedras preciosas y los visitantes en general pueden excavar en busca de diamantes y otras gemas en un recinto del parque habilitado al efecto. Por término medio, los visitantes del parque han estado encontrando más de 600 diamantes cada año de todos los colores y grados. En 2015, se habían encontrado más de 75.000 diamantes en el cráter. Los visitantes pueden conservar cualquier piedra preciosa que encuentren, independientemente de su valor.
Además de diamantes, también se pueden encontrar gemas semipreciosas como amatista, ágata y jaspe, junto con alrededor de otros 40 minerales, como granates, flogopita, cuarzo, baritina y calcita.

## Hallazgos de diamantes notables
| Año  | Nombre del diamante  | Imagen | Peso (quilates) | Peso (gramos) | Color            | Autor del hallazgo                            | Notas |
| ---- | -------------------- | ------ | --------------- | ------------- | ---------------- | --------------------------------------------- | --- |
| 1917 | Canary               |        | 17,86           | 3,6           | Amarillo canario | Lee J. Wagner, de la Arkansas Diamond Company | Donado en 1926 al Museo Nacional de Historia Natural de los Estados Unidos por los herederos de Washington Roebling.                                                                     |
| 1924 | Uncle Sam            |        | 40,23           | 8             |                  | Wesley Oley Basham                            | El diamante más grande jamás descubierto en Estados Unidos; a partir de 2022 en la colección del Smithsonian.                                                                            |
| 1956 | Star of Arkansas     |        | 15,33           | 3,1           |                  | Winifred Parker                               | |
| 1964 | Star of Murfreesboro |        | 34,25           | 6,9           |                  | John Pollock                                  | El diamante más grande jamás encontrado por un turista en el área de Arkansas. Fue valorado en 15.000 dólares en 1964.                                                                   |
| 1975 | Amarillo Starlight   |        | 16,37           | 3,3           |                  | W. W. Johnson                                 | Talla marquesa de 7,54 quilates (1,5 g). |
| 1977 | Kahn Canary          |        | 4,25            | 0,9           | Amarillo canario | George Stepp                                  | Sin cortes y naturalmente impecable. Engarzado por Henry Dunay en un anillo para Hillary Clinton utilizado en la investidura presidencial de Bill Clinton en 1993.                       |
| 1981 | Star of Shreveport   |        | 8,82            | 1,8           |                  | Carroll Blankenship                           | |
| 1990 | Strawn-Wagner        |        | 3,09            | 0,6           | Blanco           | Shirley Strawn                                | Encontrado por una residente local, calificado como perfecto. En la colección del parque.                                                                                                |
| 2015 | Esperanza            |        | 8,52            | 1,7           | Tipo IIa, D IF   | Bobbie Oskarson                               | Impecable o casi impecable. Cortado y pulido en Arkansas por Mike Botha. Después de cortardo y pulido, fue engarzado por Erica Courtney y luego subastado por la casa Heritage Auctions. |
| 2024 | Carine               |        | 7,46            | 1,5           | Chocolate        | Julien Navas                                  | Color chocolate. El octavo diamante más grande hallado en Estados Unidos. Lo encontró Julien Navas para el anillo de bodas de su prometida Carine Eizlini.                               |